# ミツワタクシー (島根県)
ミツワタクシーは、島根県松江市にかつて存在したタクシー事業者であった。2019年4月1日に松江一畑交通へ吸収合併された。

## 概要
- 松江市を営業区域としている。
- 松江市でLINEのタクシー配車機能やJapanTaxi配車アプリを使用してタクシーを呼ぶと来てくれるタクシー会社である。

## 歴史
- 1943年6月17日 - 設立。
- 2008年12月 - 一畑電気鉄道株式会社が全株式を取得し、一畑グループの傘下に入る。
- 2013年12月13日 - LINEのタクシー配車機能や全国タクシー配車（現在のJapanTaxi）配車アプリに対応[2]。
- 2015年4月2日 - 松江一畑交通・双葉タクシー・ミツワタクシーによる共同配車を開始[3]。一畑タクシーセンターを松江一畑交通に設置。
- 2019年4月1日 - 松江一畑交通に吸収合併され、解散[4]。

## 事業内容
- タクシー
- 松江市コミュニティバスのうち、秋鹿コミュニティバスの運行受託

## 営業所（車庫）の所在地
- 本社
  - 島根県松江市東朝日町275-1

## 関連会社
- 一畑電気鉄道（持株会社）
- 一畑電車
- 一畑バス
- 松江一畑交通
- 出雲一畑交通
- 隠岐一畑交通
- 双葉タクシー
- 奥出雲交通（第三セクター、奥出雲町が96%、一畑電気鉄道が4%を出資）